# Кросно (Лідзбарський повіт)
Кросно (пол. Krosno, нім. Krossen) — село в Польщі, у гміні Орнета Лідзбарського повіту Вармінсько-Мазурського воєводства.
Населення — 185 осіб (2011).
У 1975-1998 роках село належало до Ельблонзького воєводства.

## Демографія
Демографічна структура станом на 31 березня 2011 року:
|          | Загалом | Допрацездатний вік | Працездатний вік | Постпрацездатний вік |
| -------- | ------- | ------------------ | ---------------- | -------------------- |
| Чоловіки | 94      | 15                 | 68               | 11                   |
| Жінки    | 91      | 19                 | 49               | 23                   |
| Разом    | 185     | 34                 | 117              | 34                   |